# トーションフィールド
トーションフィールド（ねじれ場、アクシオンフィールド、スピンフィールド、スピノルフィールド、マイクロレプトンフィールドとも呼ばれる）は、1980年代のソビエト連邦で提唱された疑似科学的概念である。粒子の量子スピンを利用することで光速を超える情報伝達が可能だと主張されているが、確立された物理学理論と矛盾し、科学的根拠に乏しいとされている。学術界からは強い批判を受けているが、超常現象の説明や様々な応用技術の根拠として一部で受け入れられ、政府機関や民間企業から断続的に研究資金を得てきた。ロシア科学アカデミーは理論的基盤の欠如を指摘し、疑似科学として位置付けている。

## 歴史
初期の理論的枠組みは1980年代のソビエト連邦で、アインシュタイン‐カルタン理論やマクスウェルの方程式の変形解に基づいて行われた。アナトリー・アキモフとゲンナジー・シポフ率いる研究グループは、国家後援の「非伝統的技術センター」として研究を開始したが、物理学者ユーゲニー・アレクサンドロフの調査により、科学的詐欺と公費横領が判明し、同センターは閉鎖された。アキモフとシポフは、1992 - 1995年にかけてロシア科学省から、1996 - 1997年にはロシア国防省から研究の資金提供を受け、後にUVITORと改名される民間企業「国際理論応用物理学研究所」を通じて活動を継続した。
現在、この理論は十分な証拠がなく、確固たる理論的裏付けも存在しないため、信頼できる科学研究の分野では支持されていない。ロシア科学アカデミーは1998年以降、複数の声明で数学的誤りを指摘し、理論的基盤の欠如を批判してきた。しかし、超光速航法（FTL）、超感覚的知覚（ESP）、ホメオパシー、空中浮揚、その他の超常現象を主張するために利用され、また、奇跡的な治療法や類似製品の効能を主張する際にその根拠として使用されている。

## 説明
正統派物理学における「フィールド（場）」とは、空間内の各点にベクトル、テンソル、またはスピノールなどの物理量を定義する数学的概念である。「トーション（ねじれ）」は回転変数を指すため、「トーションフィールド（ねじれ場）」とは、物理量が回転を表す場合に用いられる概念であり、疑似科学における誤用を除けば、確立された物理学の枠内にも存在する。例えば、円偏光の電磁波や、ねじり応力下の固体における応力テンソルはトーションフィールドとして記述されることがある（ただし、そのような用法は稀である）。また、捩率テンソルは一般相対性理論の量であり、アインシュタイン・カルタン理論において重要な役割を果たしている。さらに、スピノールフィールド、特にフェルミオンフィールドは、素粒子物理学および量子場理論において既に確立された概念である。
ここで説明されるスピノール場やねじれ場の存在を主張する者たちは、十分に研究されている量子現象であるスピン‐スピン相互作用が、電磁波のように空間を伝播する際に、質量やエネルギーではなく情報のみを伝達し、その速度が光速の10億倍に達すると主張している。これは特殊相対性理論に明確に反するものである。同時に、彼らはスピン‐スピン相互作用が、ニュートリノによって運ばれると主張している。ニュートリノは質量が極めて小さく高エネルギーであり、弱い相互作用を介して物質と作用するため、物質と直接作用しないものの、容易に生成・検出可能であると主張している。

## 主張される用途
確立された物理学との明らかな矛盾があり、信奉者の主張が著名な科学者から「無意味」と批判されているにもかかわらず、トーションフィールドはホメオパシー治療、テレパシー、テレキネシス、空中浮揚、透視、超感覚的知覚（ESP）、その他の超常現象の説明として受け入れられてきた。トーションフィールドの利用により、奇跡の治療装置（アルコール依存症を治療する装置を含む）から、永久機関、スターゲート、UFO推進技術の類似装置、大量破壊兵器（WMD）まで、あらゆることが可能になると主張されている。そのような装置の中には、奇跡的な治療箱が特許を取得し、製造・販売されているものもある。

### 関連プロジェクトへの資金提供
トーションフィールドの支持者は、さまざまな時期に政府や軍から大規模な契約を獲得しようと試みてきた。1987年には、ソ連国防省に対して一連の開発プロジェクトの資金申請を行った。これらのプロジェクトには、「敵の戦略兵器（ICBM、原子力潜水艦、航空機など）の高精度検出」「非接触での敵戦略兵器の長距離破壊」「宇宙、地上、地下、水中の物体との耐妨害通信」「重力原理に基づく移動装置」「軍隊と一般市民への心理的・生物医学的影響の研究」が含まれていた。ソ連政府は、この研究に対して5億ルーブル（現在の為替レートで約700万米ドル）の資金を割り当てた。
1994年、ロシアの民間研究グループ「VENT」（非伝統的技術のためのベンチャー）が実施した実験では、銅をトーションフィールド発生器に曝露すると、その抵抗率が通常の1/80まで低下すると主張した。VENTはこの技術を用いた工場設立のための資金をロシア連邦政府に申請し、大幅なエネルギー消費削減を約束した。しかし、VENTの代表者立会いの下で行われた検証実験では、曝露された銅と曝露されていない銅の電気抵抗率が同一であることが確認され、さらに工業用銅より性能が劣ることが判明した。
2002年、ロシアと英国で「マイクロレプトン技術」を用いた石油掘削ライセンスの申請が行われた。
2008年5月23日、クルニチェフ国家研究生産宇宙センターは、通常のエンジンと「トーションフィールド」技術に基づく反作用のない推進エンジンを搭載したユビレイニー衛星を打ち上げた。しかし、打ち上げ後の検証において、ロシア科学アカデミーの科学者エドゥアルド・クルグリャコフは、この新型エンジンが衛星の軌道を1ミクロンも変えなかったと結論付けた。
2011年、タイ国立研究評議会は、チュラーロンコーン大学における「トーションフィールド技術」研究に400万バーツ（約13万ドル）の資金提供を承認した。しかし、この研究費配分に関しては、使用されている用語の曖昧さが批判の対象となった。